# Amadou Coulibaly (Fußballspieler)
Amadou Coulibaly (* 31. Dezember 1984 in Bobo-Dioulasso) ist ein ehemaliger Fußballspieler aus dem westafrikanischen Staat Burkina Faso.
Er begann seine Karriere bei Racing Club Bobo-Dioulasso in seiner Heimatstadt. Er wechselte 2005 nach Frankreich zu Stade Rennes. Weitere Stationen waren Grenoble Foot 38 und MFK Zemplín Michalovce (Slowakei). Von 2009 bis Ende 2010 spielt er beim belgischen Zweitligisten KV Oostende und das komplette Jahr 2011 beim Muscat Club im Oman. Dann schloss er sich dem französischen Verein FC Échirolles an und beendete dort 2017 seine aktive Karriere.
Coulibaly spielt für die Burkinische Fußballnationalmannschaft und nahm an der U-20-WM 2003 sowie der U-17-WM 1999 teil. 2004 stand er im Aufgebot für die Afrikameisterschaft 2004.